# Rumen
El rumen (también llamado panza) es uno de los compartimentos esofágicos del aparato digestivo de los rumiantes. Está situado en el abdomen, entre el diafragma y la pelvipito bagina cogess y en comunicación directa con el esófago. Es una cámara fermentativa pregástrica que se caracteriza por tener un epitelio de tipo no secretor, a diferencia del estómago verdadero de los rumiantes (abomaso) que posee una mucosa secretora. En el rumen se almacena el alimento tras la primera masticación, se produce la fermentación de las sustancias ingeridas y la absorción de algunos nutrientes y moléculas pequeñas, aunque esta última no es su principal función.

## Estómago de los rumiantes
El aparato digestivo de los rumiantes (bovinos, ovinos, caprinos y cérvidos) se caracteriza por estar formado por varias cavidades esofágicas preestomacales y un estómago verdadero al final de ellas. Si las enumeramos en orden sucesivo, las cuatro cavidades son:
- Rumen, también llamado panza o herbario. Se comunica con la boca a través del esófago.
- Retículo, llamado redecilla o bonete.
- Omaso, conocido como libro o librillo.
- Abomaso, cuajar o estómago verdadero. A la salida del abomaso se encuentra el esfínter pilórico al que sucede el intestino delgado.

## Estructura
El rumen se encuentra dividido por estructuras longitudinales conocidas como pilares en un saco ventral y otro dorsal, el pliegue ruminoreticular lo separa del retículo, sin embargo la separación no es completa y ambas cavidades intercambian sus contenidos con facilidad. Está tapizado interiormente por unas prolongaciones que se llaman papilas que sirven para aumentar su superficie, lo que facilita la absorción de sustancias nutritivas. 

## Función
En los rumiantes los alimentos sufren la acción mecánica en una primera masticación que sirve para reducir el tamaño de las partículas, pero no es suficiente para permitir la absorción de los diferentes nutrientes. La masticación durante el pastoreo es somera y el alimento se almacena en el rumen. Posteriormente se produce la remasticación y cada bocado regresa del rumen a la boca, donde es minuciosamente triturado y derivado de nuevo al tracto digestivo para pasar a las cavidades del omaso y abomaso (estómago).
El rumen no debe considerarse como un simple saco de depósito. Los rumiantes se alimentan de diversos vegetales, ricos en hemicelulosa, almidón y pectina. Los microorganismos que se encuentran en el rumen son los encargados de realizar un primer proceso de fermentación que transforma las sustancias iniciales en otras que pueden ser asimiladas con más facilidad por el intestino y satisfacer las necesidades nutritivas del animal.
El rumen de una vaca adulta tiene entre 100 y 150 litros de capacidad, mientras que el de una oveja únicamente 6 litros por término medio. Los alimentos permanecen en su interior entre 0.4 y 2.5 días. El ambiente en el interior del rumen es ideal para la proliferación de bacterias anaerobias que actúan como simbióticas.

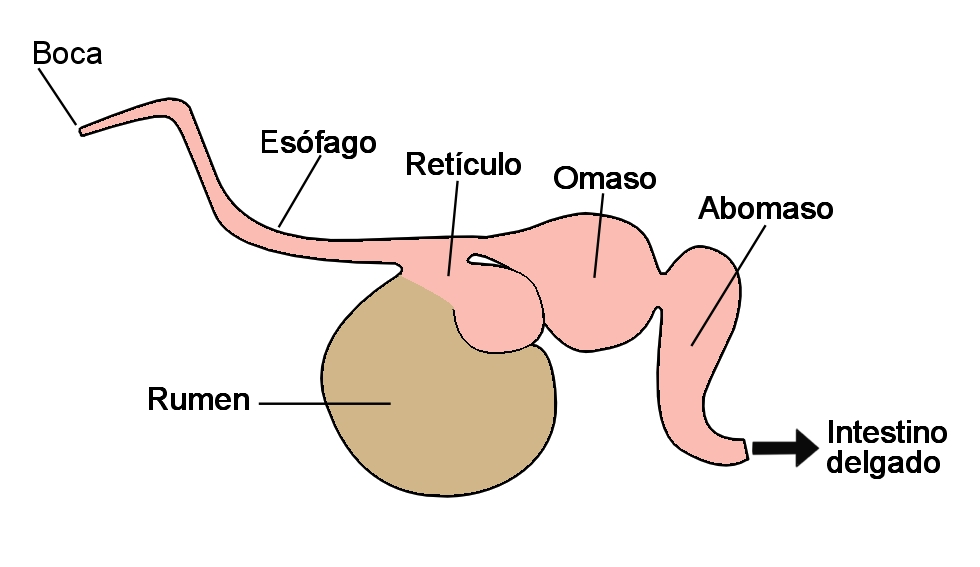
Esquema en el que se representa el aparato digestivo de los rumiantes.

## Motilidad ruminal

Motilidad del rumen:
1. Retículo. 2. Atrium ruminis 3. Saco dorsal del rumen. 4. Saco ventral del rumen. 5.Saco ciego dorsal. 6.Saco ciego ventral.

Existen dos tipos de contracciónes en el rumen:
- Contracciones primarias o de mezcla.
- Contracciones secundarias o eructativas. Tienen la función de facilitar la eliminación del gas que se produce en el rumen como consecuencia de la fermentación microbiana.

## Bacterias del rumen
La microbiota ruminal constituye una comunidad microbiana diversa, y altamente específica en relación con sus funciones metabólicas, que son esenciales para el desarrollo, salud y nutrición del rumiante.
Los principales microorganismos del rumen se clasifican en bacterias, protozoos, arqueas metanogénicas, hongos y virus.
Se estima que en el ecosistema ruminal existen más de 2 000 especies distintas, pertenecientes filogenéticamente a los dominios Bacteria, Archaea y Eucarya.
La mayor parte de estos microorganismos no han sido aún cultivados pero la aplicación de técnicas moleculares ha permitido estimar que, por ejemplo, las bacterias ruminales representan más de 10 000 filotipos.
La microbiota ruminal es dinámica y puede verse afectada por diversos factores, tales como la dieta, la especie o la edad del animal, la zona geográfica en la que se asienta una determinada explotación ganadera o la estación del año.
El número de bacterias es aproximadamente 1000 por gramo de líquido ruminal, es decir entre 3 y 8 kg en el rumen de un bóvido adulto. Las bacterias que se encuentran en el rumen pueden clasificarse dependiendo del sustrato sobre el que actúan en los siguientes grupos:
- Celulolíticas. Fermentan hidratos de carbono estructurales de la pared vegetal, entre ellos celulosa, hemicelulosa y pectinas.[3]
- Amilolíticas. Fermentan hidratos de carbono procedente de granos (almidón).
- Sacarolíticas. Fermentan hidratos de carbono simples (azúcares vegetales)
- Lactolíticas. Metabolizan lactato.
- Lipolíticas. Metabolizan las grasas y producen ácidos grasos libres.
- Metanogénicas ureolíticas. Degradan proteínas, producen metano (CH4), CO2 y amoníaco (NH3).

## Meteorismo ruminal
Durante el proceso de fermentación ruminal se produce abundante gas. Se calcula que una vaca de 600 kg consume 18 kg de materia orgánica al día que dan origen a 535 litros de gas metano (CH4) que se elimina principalmente mediante la eructación. La composición habitual de la mezcla de gases presente en el rumen es: 65% de CO2 (dióxido de carbono), 27% de metano CH4, 7% de N2, 0,6% de O2, 0,2% de H2 y 0,01% de H2S (ácido sulfhídrico). La eructación tiene lugar por contracciones secundarias del rumen y dilatación del cardias lo cual permite al gas salir en dirección al esófago y ser expulsado al exterior a través de la boca.